# Olympische Sommerspiele 1948/Kanu – Zweier-Kajak 10.000 m (Männer)
Die Wettkämpfe im Zweier-Kajak über 10.000 Meter bei den Olympischen Sommerspielen 1948 wurde am 11. August auf der Regattastrecke bei Henley-on-Thames auf der Themse ausgetragen.
Die Schweden, die in den Kajak-Wettbewerben der Männer alle Goldmedaillen gewannen, waren hier durch das Duo Gunnar Åkerlund und Hans Wetterström erfolgreich. Der Wettbewerb wurde in einem Lauf ausgetragen.

## Ergebnisse
| Rang | Athlet                            | Nation             | Zeit        |
| ---- | --------------------------------- | ------------------ | ----------- |
| 1    | Gunnar Åkerlund Hans Wetterström  | Schweden           | 46:09,4 min |
| 2    | Ivar Mathisen Knut Østby          | Norwegen           | 46:44,8 min |
| 3    | Ture Axelsson Nils Björklöf       | Finnland           | 46:48,2 min |
| 4    | Alfred Christensen Finn Rasmussen | Dänemark           | 47:17,5 min |
| 5    | Gyula Andrási János Urányi        | Ungarn             | 47:33,1 min |
| 6    | Cornelius Koch Hendrik Stroo      | Niederlande        | 47:35,6 min |
| 7    | Ludvík Klíma Karel Lomecký        | Tschechoslowakei   | 48:14,9 min |
| 8    | Hilaire Deprez Jozef Massy        | Belgien            | 48:23,1 min |
| 9    | Walter Piemann Alfred Umgeher     | Österreich         | 48:24,5 min |
| 10   | Alfons Jezewski Marian Matłotka   | Polen              | 48:25,6 min |
| 11   | Fritz Frey Werner Zimmermann      | Schweiz            | 48:33,2 min |
| 12   | Richard Fleche Maurice Graffen    | Frankreich         | 50:10,1 min |
| 13   | Raymond Clark John Eiseman        | Vereinigte Staaten | 50:26,6 min |
| 14   | Gerald Covey Henry Harper         | Kanada             | 53:04,2 min |
| 15   | René Fonck Jean Nickels           | Luxemburg          | 53:46,0 min |

## Weblink
- Ergebnisse